# Morovis
Morovis è una città di Porto Rico situata nella regione centrale dell'isola. L'area comunale confina a nord con Manatí, Vega Baja e Vega Alta, a est con Corozal, a sud con Orocovis e a ovest con Ciales. Il comune, che fu fondato nel 1818, oggi conta una popolazione di quasi 30 000 abitanti ed è suddiviso in 14 circoscrizioni (barrios).